# Habitatges en passadís al carrer Rosselló i passatges Pons i Mata
Els habitatges en passadís al carrer Rosselló i passatges Pons i Mata es formen un conjunt protegit com a bé cultural d'interès local a l'Hospitalet de Llobregat (Barcelonès).

## Descripció
És una agrupació d'habitatges unifamiliars que formen dos corredors: el passatge Pons i el passatge Mata, perpendiculars al carrer Rosselló, per on tenen sortida. Són habitatges de planta baixa amb terrat particular i pati mancomunat. Les casetes que donen al carrer Rosselló tenen alguns detalls ornamentals com respiralls ceràmics tipus medalló, pinyes de pedra artificial, balustres ceràmics i reixes de forja treballada. Les cases del passatge Mata tenen al davant un petit jardinet.

## Història
De cases en corredor en trobem a altres indrets de l'Hospitalet de Llobregat. Foren la primera resposta especulativa a l'excés de demanda d'habitatges econòmics que va promoure la immigració.